# Sonate pour violon et piano no 1 de Fauré
Pour les articles homonymes, voir Sonate pour violon et piano.
La Sonate pour violon et piano en la majeur opus 13 est la première des deux sonates pour violon de Gabriel Fauré.

## Contexte
Composée en 1875 à Sainte-Adresse et achevée début 1876, elle est créée le 27 janvier 1877 à la Société nationale de musique à Paris par Marie Tayau au violon et le compositeur au piano avec un accueil des plus chaleureux. L'œuvre est dédiée au violoniste Paul Viardot car Gabriel Fauré venait de se fiancer avec sa sœur, Marianne Viardot, elle est publiée en 1877 par Breitkopf & Härtel, après de nombreux refus des éditeurs français, notamment par les éditions Choudens, effrayé par la nouveauté de la pièce. L'édition allemande s'est faite sous la condition exorbitante que Gabriel Fauré renonce à tout droit commercial sur l'œuvre, condition qu'il a accepté en novembre 1876.

## Structure
1. Allegro molto (à [2])
2. Andante (en ré mineur, à 
[2])
3. Scherzo : Allegro vivo (en la majeur, à 
[2])
4. Finale : Allegro quasi presto (en la majeur, à 
[2])

La durée d'exécution est d'environ vingt-cinq minutes.

## Analyse
La Sonate est antérieure de dix ans à celle de César Franck, qui l'écrira dans la même tonalité, l'une et l'autre ayant souvent été comparées. La sonate est décrite comme étant « d'une fraîcheur radieuse, d'une jeunesse et d'une ardeur communicative », tout en ayant « un sentiment tout personnel : la joie des fiançailles avec Marianne Viardot ». Cette joie est cependant brève, puisque la jeune fille rompt les fiançailles dès la fin de l'année 1877. L'œuvre, dont la structure est formellement très traditionnelle, est cependant développée dans chaque mouvement avec une certaine ampleur.

### Allegro molto
Le mouvement d'ouverture expose directement, dans une longue phrase du piano, un thème puissant et chaleureux, d'aspect schumannien, puisqu'il imbrique la mélodie et le rythme, change fréquemment d'harmonie, autant que par son amplitude et son registre. La tonalité passe rapidement de la majeur à do dièse mineur. Le second thème s'enchaîne dans la tessiture aigue sans pour autant qu'il y ait de contraste assumé, puisque la courbe mélodique descendante est proche, de même que les séquences ascendantes qui suivent. Ce second thème présente un violon très lyrique. Le développement est d'une grande ampleur, puisqu'il fait près de cent soixante-dix mesures, et il précède un canon du violon et du piano sur le premier thème. La réintroduction du second thème apporte des modifications et est précédés d'une succession de modulations dans une ambiance leggierissimo en croches piquées pour le violon. Enfin, la réexpositiion propose le premier thème en doublure d'octaves, qui se conclue par une brève coda prenant appuie sur ce thème.

### Andante
L'Andante est le mouvement le plus court de cette Sonate, malgré ses cent vingt-cinq mesures. Tout comme le précédent mouvement, c'est un mouvement à forme sonate bithématique, dont les deux thèmes sont reliés par un rythme de berceur aux allures de barcarolle. Le premier thème est harmonisé par des accords arpégés de septième diminuées au piano auquel répond directement le violon. Le second thème module dans la tonalité relative de fa majeur dans une ample mélodie constituée de marches ascendantes. Ce thème, à l'athmostphère passionnée, est jouée par le violon et le piano en octaves. Le développement commence dans la tonalité de la mineur et est l'un des sommets expressif de l'œuvre, présentant à la fois des tempéraments grandioses et tourmentés. Ce développement s'appuie sur le premier thème, qu'il développe dans une amplification de la mélodie à laquelle des modulations sans cesse renouvelées viennent donner une atmosphère toujours changeante. La réexposition reprend le thème initial mais dans la tonalité de si bémol majeur, avec un changement des parties, le violon donnant cette fois les harmonies arpégées et le piano lui répondant. Cette section module ensuite vers ré majeur avec la réexposition du second thème, d'allure très romantique. Le mouvement s'apaise avec la coda, dans une atmosphère plus contemplative.

### Scherzo: Allegro vivo
Le Scherzo est lumineux et plein de fantaisie, notamment par son irrégularité dans les périodes autant que par les accentuations imprévues. Il fait rivaliser le piano et le violon dans une virtuosité pure,. Le thème, en pizzicatos de double croches noté leggieroso, tourbillonne d'un instrument à l'autre, alternant le violon et le piano. Un intermède, d'un lyrisme tout intérieur, se fait dans la tonalité de ré bémol majeur. Le trio se déroule cependant dans la tonalité de fa dièse mineur et dans une métrique à 
, et il possède un esprit presque schumannien, où le chant expressif et souple est donné au violon tandis que le piano déroule toujours le tapis de doubles croches. La transition module ensuite dans un jeu staccato et amène la reprise du scherzo qui se conclut dans un pianissimo ponctué d'un accord discret.

### Finale: Allegro quasi Presto
Le Finale débute par un premier thème au violon dans une ambiance dolcissimo, presque nonchalant en dépit de l'indication de tempo. Petit à petit, des syncopes vont augmenter les nuances dans un crescendo qui débouche sur un fortissimo avec l'exposition du second thème, d'abord au violon et dans une ambiance passionnelle et presque brahmsienne. Une nouvelle idée est introduite en notes pointées, qui annonce le développement sur ce second thème. Il y a cependant une différence de taille entre l'exposition qui fait plus de cent vingt mesures et le développement qui n'en fait pas quatre-vingt. Seuls des contrastes rythmiques au violon puis au piano dans une mesure à 
 varient ce développement. La réexposition se fait avec le premier thème, cette fois dans la tonalité de do majeur, puis le second dans la tonalité relative de la mineur, changeant la présentation formelle de la forme sonate. Le ton de la majeur est ainsi conservé pour la dernière énonciation du premier thème dans une conclusion énergique, presque enivrée de lui-même. La fin se fait dans un crescendo brillant et presque orchestral.

## Réception
Camille Saint-Saëns écrit dans le Journal de la Musique, à propos de cette sonate : « On trouve dans cette Sonate tout ce qui peut séduire, la nouveauté des formes, la recherche des modulations, des sonorités curieuses,  l'emploi des rythmes les plus imprévus ; sur tout cela plane un charme qui enveloppe l'œuvre entière et fait accepter à la foule des auditeurs ordinaires, comme choses toutes naturelles, les hardiesses les plus imprévues... M. Fauré s'est placé d'un bond au niveau des maîtres »,.
De cet éloge, la justification s'est faite rapidement, puisque Gabriel Fauré inaugure sa période d'œuvres de musique de chambre de haute qualité, tout en étant précurseur dans ce domaine d'une nouvelle forme de musique de chambre française, dont l'essor s'est fait vite. Portée par la renonciation de Gabriel Fauré aux droits commerciaux sur son œuvre, la Sonate a connu un franc succès, et est l'une des œuvres de musique de chambre du compositeur la plus jouée et la plus appréciée des interprètes français.
Harry Halbreich écrit même : « Fauté est déjà tout entier dans cette partition..., malgré la présence bien compréhensible d'influences curieusement contradictoires : Schumann, et sa flamme romantique, y coexiste avec Saint-Saëns, dont Fauré assouplit et éclaire d'un sourire la prestigieuse élégance formelle ».

### Articles
- Camille Saint-Saëns, « Sonate pour violon et piano no 1 », Journal de la Musique,‎ 7 avril 1877.

### Monographie
- François-René Tranchefort (direction), Guide  de la Musique de Chambre, Paris, Fayard, coll. « Les indispensables de la musique », 1998 (1re éd. 1989), 995 p. (ISBN 2-213-02403-0, OCLC 299409280, BNF 43354120).